# Riserva ecologica di Mistaken Point
La Riserva ecologica di Mistaken Point è un'area protetta situata a Mistaken Point, un capo dell'isola di Terranova, in Canada, facente parte della penisola di Avalon. In quest'area sono stati ritrovati fossili dell'era ediacarano che rappresentano i più antichi organismi pluricellulari del nostro pianeta.
Il primo fossile rinvenuto nell'area, il Fractofusus, fu scoperto nel giugno 1967 da Shiva Balak Misra, studente indiano di geologia della Memorial University of Newfoundland. La riserva fu dapprima istituita provvisoriamente dal governo della provincia di Terranova e Labrador nel 1984, e successivamente confermata in maniera permanente nel 1987. la superficie della riserva fu ampliata nel 2009, in seguito a nuovi ritrovamenti fossili.
Nel 2016 l'area fu iscritta nella lista dei patrimoni dell'umanità da parte dell'UNESCO.

## Storia
I fossili di Mistaken Point sono stati scoperti da S. B. Misra nel corso di una cartografia geologica durante il Memorial University nel 1967. Questa scoperta è stata pubblicata su Nature nel 1968 da Anderson e Misra. Loro la considerano la prima scoperta della fauna abissale dell'Ediacaran.
Per proteggere il sito dalla raccolta selvaggia da parte di musei, università, e collezionisti privati, il governo provinciale nel 1984 ha istituito il territorio di Mistaken Point come riserva ecologica. Nel 1987 è stata istituita la riserva ecologica, che aveva una superficie originale di 2,95 km2. Nel 1998, il professor Guy Narbonne della Queen University ha scoperto al di fuori della riserva nuovi fossili. Di conseguenza per preservare anche questi fossili la riserva è stata ampliata nel 2003, 2007 e infine nel 2009 per riflettere le sue nuove scoperte.